# John Carter (film)
John Carter (2012) este un film de acțiune științifico-fantastic care prezintă aventurile lui  John Carter,  protagonistul eroic din seria de 11 romane Barsoom scrisă de Edgar Rice Burroughs (1912-43).

## Prezentare
Urmărit de indieni, căpitanul confederat John Carter (Taylor Kitsch) ajunge într-o peșteră unde este atacat de o ființă necunoscută, despre care mai târziu se va dezvălui că este un nemuritor din rasa Thern. După ce Carter o ucide în timp ce aceasta bolborosea ceva într-o limbă necunoscută, îi ia medalionul care-l teleportează pe planeta Marte.

## Distribuție
- Taylor Kitsch este John Carter
- Lynn Collins este Dejah Thoris
- Willem Dafoe este Tars Tarkas
- Thomas Haden Church este Hajus
- Samantha Morton este Sola
- Dominic West este Sab Than
- Polly Walker este Sarkoja
- Rellu Soare este Kantos Kan
- Mark Strong este Matai Shang
- Ciarán Hinds este Tardos Mors
- Bryan Cranston este Powell
- Daryl Sabara este Edgar Rice Burroughs

## Vezi și
- Lista celor mai costisitoare filme